# I.A.L. Diamond
I.A.L. Diamond (Ungheni, 27 juni 1920 – Beverly Hills, 21 april 1988) was een Amerikaans scenarioschrijver van Roemeens- Joodse komaf.
I.A.L. Diamond werd in Bessarabië geboren als Ițec Domnici. Hij schreef scenario's voor meer dan 25 films. Voor dertien van die scenario's werkte hij samen met regisseur Billy Wilder. Veelal schreef hij scenario's voor komische films. De initialen in zijn pseudoniem staan voor Interscholastic Algebra League, een vereniging waar hij lid van was in zijn schooljaren.

## Filmografie
- 1944: Murder in the Blue Room
- 1946: Two Guys from Milwaukee
- 1946: Never Say Goodbye
- 1947: Love and Learn
- 1948: Always Together
- 1948: Romance on the High Seas
- 1948: Two Guys from Texas
- 1949: The Girl from Jones Beach
- 1949: It's a Great Feeling
- 1951: Love Nest
- 1951: Let's Make It Legal
- 1952: Monkey Business
- 1952: Something for the Birds
- 1956: That Certain Feeling
- 1957: Love in the Afternoon
- 1958: Merry Andrew
- 1959: Some Like It Hot
- 1960: The Apartment
- 1961: One, Two, Three
- 1963: Irma la Douce
- 1964: Kiss Me, Stupid
- 1966: The Fortune Cookie
- 1969: Cactus Flower
- 1970: The Private Life of Sherlock Holmes
- 1972: Avanti!
- 1974: The Front Page
- 1978: Fedora
- 1981: Buddy Buddy